# Trametes

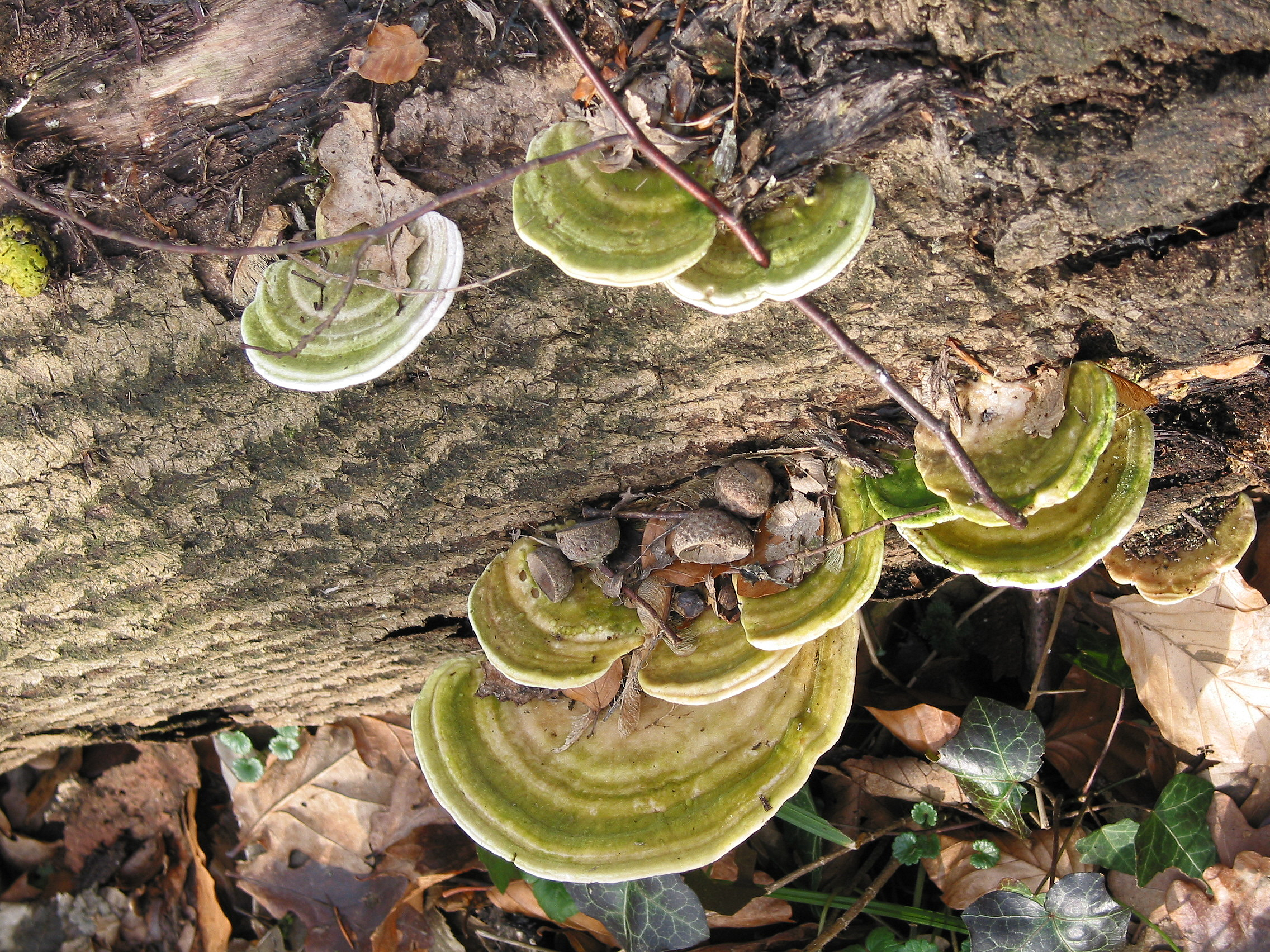
Trametes gibbosa

Trametes es un género de hongos de la familia Polyporaceae.

## Algunas especies
List a de especies
- Trametes gibbosa
- Trametes hirsuta
- Trametes nivosa
- Trametes pubescens
- Trametes suaveolens - hongo de los sauces[1]
- Trametes versicolor
- Trametes villosa